# Рея (Румунія)
Рея (рум. Reea) — село у повіті Хунедоара в Румунії. Входить до складу комуни Тотешть.
Село розташоване на відстані 280 км на північний захід від Бухареста, 33 км на південь від Деви, 143 км на південь від Клуж-Напоки, 132 км на схід від Тімішоари.

## Населення
За даними перепису населення 2002 року у селі проживали 404 особи. Рідною мовою 403 особи (99,8%) назвали румунську.
Національний склад населення села:
| Національність | Кількість осіб | Відсоток |
| -------------- | -------------- | -------- |
| румуни         | 358            | 88,6%    |
| цигани         | 42             | 10,4%    |